# Палестинський фронт визволення
Палестинський фронт визволення (ПФВ) (араб. جبهة التحرير الفلسطينيةجبهة التحرير Jabhat Al-tahrir Al-filistiniyyah) — терористична група під керівництвом Мухаммада Зейдана (Абу Аббас) і Талата Якуба, що виникла в результаті конфлікту серед учасників Народного фронту визволення Палестини. Причиною розколу стала підтримка лідером НФВП-ГК Ахмадом Джібрілем сирійського вторгнення в Ліван у 1976 році.
Інші назви: Палестинський визвольний фронт (ПВФ) або Фронт визволення Палестини — Абу Аббас (ФВП-Абу Аббас).
Визнана терористичною організацією в Канаді, Європейському союзі та США.
Лідер ФПВ Абу Аббас у 2003 був заарештований американцями в Іраку і помер в ув'язненні.

## Погляди
ПФО є радикальним антиізраїльським угрупованням. У якості політичних цілей проголошує знищення Ізраїлю і створення на його території незалежної держави Палестина. Спочатку ПФВ дотримувався проіракської лінії, пізніше, однак, він розколовся на три фракції: пропалестинську (підтримуючу ОВП) (Абу Аббас), просирійську (Абд Аль Фатах Хагем) і пролівійську фракцію (Талат Якуб). Усі три фракції зберегли колишню назву і претендують на роль наступника первісної ПФО.
Хоча в 1988 році ПФВ критикував ОВП за готовність зменшити кількість терактів проти Ізраїлю, пізніше Абу Аббас прийняв курс ОВП на переговори з Ізраїлем і відмову від тероризму, підтримавши Арафата. Однак, за твердженнями ізраїльської розвідки, саме через ПФВ Саддам Хусейн переказував гроші сім'ям палестинських бойовиків-смертників.
У 1991 році Абу Абасс, як і Арафат, підтримав Ірак під час Війни в Перській затоці. Протягом 1990-х років угрупування Аббаса продовжило підтримувати Арафата, оголосивши про відмову від тероризму та визнання права Ізраїлю на існування.

## Історія
ПФВ був сформований 24 квітня 1977 із штаб-квартирою в Дамаску. Організацію очолили Мухаммад Зейдан (Абу Аббас) і Талат Якуб. Основні військові сили фронту були розташовані в Південному Лівані, де ПФВ мав значну підтримку серед палестинських біженців. У якості самостійної організації ПФВ був визнаний лише в 1981 році, коли його представники увійшли до складу Національної ради Палестини.
Надалі в організації відбувся ряд внутрішніх конфліктів, в зв'язку з орієнтацією різні зовнішні сили, що підтримували організацію.
У 1983 році в ПВФ стався перший розкол, коли Аббас зі своїми прихильниками переніс штаб-квартиру з Дамаска в Туніс, де розташовувалося керівництво ОВП. У 1985, після нападу на італійське круїзне судно «Акілле Лауро», Аббас був змушений перевести свої підрозділи до Іраку.
Частини ПФО, що залишилися в Сирії у 1984 розкололися на пролівійську і просирійську фракцію, коли член ЦК ПВФ Абд Аль Фатах Хагем спробував силою повалити генерального секретаря ПФВ Талата Якуба. За допомогою сирійської влади, Хагему вдалося отримати контроль над територіями, де базувались і підрозділи, і структури ПВФ. У свою чергу, Якуб (помер у 1988 р.) очолив фракцію ПФВ, що базувалась у Лівані, звідки бойовики групи намагалися проникати в Ізраїль. Фракція Аббаса мала бойовими силами до 400 осіб; дві інші — до 250 бойовиків.
Фракція Хагема в терористичній діяльності співпрацювала з групами Аль-Фатата (Абу Мусса) і «Фронтом відмови», здійснюючи напади на Ізраїль через ліванський кордон. Згодом фракція Хагема була об'єднана з побудованим в Сирії Фронтом національного порятунку Палестини. У 1989 році фракції Аббаса та Якуба були знову об'єднані.
Аббас із 1984 по 1991 рр. був членом Виконавчого комітету Організації визволення Палестини. Хоча фактично ПФВ Абу Абасса став частиною ФАТХу, організація все ще мала кілька сотень бійців, які базувались у Лівані та Тунісі. У 2003 році Абу Аббас був заарештований американцями в Іраку і помер в ув'язненні.

## Терористичні акції
У 1981 році угруповання вперше спробували атакувати Ізраїль із повітря, коли два бойовики на моторних дельтапланах вилетіли з Південного Лівану з наміром атакувати нафтопереробний завод під Хайфою. Найбільшим терактом ПФВ стало захоплення італійського круїзного лайнера «Акілле Лауро» в 1985 році. Свої дії ПФВ вів переважно на лівано-ізраїльському кордоні, час від часу роблячи спроби проникати на територію Ізраїлю. ПФВ ніколи не мав бойової мережі в Ізраїлі або на окупованих територіях. Теракти також проводилися на території Ізраїлю, Італії, Лівану, Лівії, Іраку.
Найбільшу популярність здобули терористичні операції фракції Абу Аббаса, який застосовував при проведенні терористичних операцій неабияку винахідливість: повітряні кулі, планери і мотодельтаплани, а для проникнення на узбережжя Ізраїлю — цивільні пасажирські судна, гумові човни тощо.
Останній відомий теракт ПФВ як самостійного угруповання стався в 1992 році — напад на ізраїльський курорт Ейлат.
У 2001—2002 рр. в Рамаллі на Західному березі річки Йордан був організований осередок ПФВ із 15 осіб. 24 липня 2001 року терористи осередку викрали і вбили в Єрусалимі 19-річного Юрія Гущина, репатріанта з Росії.Також було закладено кілька бомб на блокпостах та автобусних зупинках, у результаті чого п'ять осіб було легко поранено. Кілька інших терактів планувалося, але не було здійснено. У червні 2002 року осередок був розкритий службою безпеки «Шабак», значна частина терористів була заарештована.